# Aleksandr Famïlʹcev
Aleksandr Mïxaýlovïç Famïlʹcev (in kazako Александр Михайлович Фамильцев?, in russo Александр Михайлович Фамильцев?, Aleksandr Michajlovič Famil'cev; Pavlodar, 3 agosto 1975) è un ex calciatore kazako, di ruolo difensore.